# サイレント・ウィッチ
『サイレント・ウィッチ』は、依空まつりによる日本のライトノベル。2020年2月から同年10月まで『小説家になろう』にて連載され、2021年6月から書籍版がカドカワBOOKS（KADOKAWA）より『サイレント・ウィッチ 沈黙の魔女の隠しごと』のタイトルで刊行されている。イラストは藤実なんなが担当している。
2020年11月からは本編『サイレント・ウィッチ』のその後を描いたエピソードや、本編に入りきらなかった小話が『サイレント・ウィッチ（外伝）』にて連載され、2024年8月に完結した。また、サイレント・ウィッチ本編よりも前に『記憶喪失軍医ロザリー・ヴェルデの考察』という本編の元となる作品が小説家になろうにて2019年11月から2021年2月まで連載された。なお、この作品は『サイレント・ウィッチ -another- 結界の魔術師の成り上がり』として上下巻で書籍化され、2025年1月からは『カドコミ』（KADOKAWA）にてアズ・アズコによりコミカライズされた。
メディアミックスとして、『B's-LOG COMIC』（KADOKAWA）にて桟とびによるコミカライズ版がVol.102（2021年7月配信）より連載されている。テレビアニメは2025年7月より放送中。

## あらすじ
モニカ・エヴァレットは世界で唯一の無詠唱魔術の使い手であり、史上最年少の15歳で、リディル王国における魔術師の最高峰・七賢人に選ばれる。しかし、モニカは極度の人見知りであり、無詠唱魔術も人前で話さなくていいように練習して会得したものだった。そして七賢人に選ばれたモニカは、同期のルイス・ミラーからセレンディア学園に編入して第二王子を護衛する極秘任務を押しつけられる。

## 登場人物
声の項はアニメ版の声優。

### 主要人物
モニカ・エヴァレット（モニカ・ノートン）
声 - 会沢紗弥
本作の主人公。史上最年少の15歳にして、王国最高峰の魔術師・七賢人になり、無詠唱魔術が使用できることから〈沈黙の魔女〉と呼ばれる。才能はあるものの性格はかなりの人見知り。潜入中は、2年生としてモニカ・ノートンと名乗っている。魔術と数学の理解度が非常に高い。
「ピーキーで尖った性能」という作者の好みが全面的に反映されている。また、「才能は時として呪いにもなる」という点において、モニカがどのように向き合っていくのかを見てみたいという作者の思いからモニカは誕生している。
生徒会役員：会計（編入してすぐのころに任命された）

ネロ
声 - 生天目仁美、土岐隼一（人型）
モニカの使い魔で普段は猫の姿をしているが、人型にもなることができ、人の言葉も理解している不思議な使い魔。好きな書物は冒険小説等。特に作家ダスティン・ギュンターの小説がお気に入りで、人前に人型として姿を晒す時は、冒険小説の主人公の名であるバーソロミュー・アレクサンダーと名乗っている。魔力に敏感だったり、人間に化けたり、セクシーポーズができたりと色々多芸。主人であるモニカ以外の人の名前を覚えることが苦手らしく、フェリクスを「キラキラ王子」、シリルを「ヒンヤリ兄ちゃん」と呼んでいる。

ルイス・ミラー
声 - 諏訪部順一
七賢人の1人で〈結界の魔術師〉と呼ばれる。モニカの同期で、態度こそ上品だが、癖がとても強い。元ヤン。竜の単独討伐数で歴代二位を誇る超絶武闘派魔術師。モニカとは同時期に七賢人になったので、モニカのことを同期殿と呼ぶ。モニカより10歳年上。作中では妻のロザリーを溺愛している。
作者はルイスのことを「いかにも正論っぽい暴論を笑顔でゴリ押してくるキャラ」と表現している。

リィンズベルフィード（リン）
声 - M・A・O
ルイスと契約している風の上級精霊。感情にとぼしいため、本の登場人物のマネをする癖がある。メイド服の美女の姿でいることが多いが、男性にも鳥にもなれる。性別に意味はない。
作中に登場する登場人物は癖が強い人達ばかりのため、なんでもこなせるルイスや他の七賢人達、作者にとってもこのキャラクターは重宝されている。
作者はリンのことを「容赦のない言葉をズバズバぶち込むキャラ」と表現している。

ロザリー・ミラー
声 - 佐藤利奈
ルイスの妻。医者。旧姓はロザリー・ヴェルデ。
ルイス・ミラーのミネルヴァでの元クラスメイト。父は元七賢人。

### セレンディア学園

#### 生徒会役員
フェリクス・アーク・リディル
声 - 坂田将吾
リディル王国第二王子。モニカの護衛対象。母方の祖父がクロックフォード公爵。色々と謎が多い。魔術に興味のないフリをしているが、実は〈沈黙の魔女〉の隠れファン。
生徒会役員：会長

ウィルディアヌ（ウィル）
声 - 笠間淳
フェリクスの契約精霊。普段は蜥蜴の姿をしているが、人型にもなれる水の上位精霊。

シリル・アシュリー
声 - 中島ヨシキ
ハイオーン侯爵令息。養子。氷の魔術の使い手。魔力過剰吸収体質のため、魔力を変換して放出する魔導具のブローチを身に付けている。フェリクスに忠誠を誓っており、フェリクスにもまた信頼されている。〈識者の家系〉の人間で、真面目で勤勉。隠れ甘党でチョコレートが大好き。クローディア・アシュリーの義兄。妹との仲は微妙。
生徒会役員：副会長

エリオット・ハワード
声 - 木村良平
ダーズヴィー伯爵令息。身分階級主義。タレ目。陽気で軽薄に見えるが、他人にも自分にも厳しい性格。選択授業では宮中音楽家の息子ベンジャミンと共にチェスを選択している。
生徒会役員：書記
作者によれば「噛めば噛むほど味のするスルメのような、絶妙な人間臭さが魅力のキャラクター」であるという。

ブリジット・グレイアム
声 - 日笠陽子
シェイルベリー侯爵令嬢。やることが完璧、気位の高い才女。学園三大美人の一人。フェリクスの幼馴染で、婚約者候補の一人。
生徒会役員：書記

ニール・クレイ・メイウッド
声 - 榊原優希
メイウッド男爵令息。温厚。〈調停者の家系〉の人間で、クローディアの婚約者。大人しく控え目な性格。背が低いことを気にしており、チビは禁句。分からないことは自分で徹底的に調べる主義。
生徒会役員：庶務（Web版では総務）

アーロン・オブライエン
声 - 市川蒼
ステイル伯爵令息。クロックフォード公爵の推薦で生徒会役員をやっていたが、生徒会の経費を着服していたことが発覚し、退学に追い込まれた。
元生徒会役員：会計（着服発覚後解任）

ヴィクター・ソーンリー
声 - 遊佐浩二
モニカのクラスの担任教師、兼生徒会顧問。上級魔術師資格を持つ。生徒会顧問に就任するやいなや精神干渉魔術の研究費を捻出するため、生徒会会計記録を改ざんし、着服していた黒幕だった事がモニカによって暴かれた。その着服過程で研究実験も兼ねて精神干渉魔術を用いアーロンとセルマを操っていた。前年会計担当だったシリルも同じく精神干渉魔術を掛けられていた。
Web版ではただのモニカのクラスの担任として名前も設定されていない人物。アーロンの単独犯行のストーリーとなっている。

#### 一般生徒
イザベル・ノートン
声 - 種﨑敦美
ケルベック伯爵令嬢。モニカの一つ下の学年で任務の協力者。モニカの任務の手助けをすべく、悪役令嬢になりきっている。
学園内では、モニカをいじめているふりをしているが、裏ではモニカのことをモニカお姉様と呼び、慕っている。
なお、ケルベック伯爵家はモニカがウォーガンの黒竜を撃退したことに深く感謝しており、ノリノリで協力した。
高笑いのキレは誰にも負けないと自負している。

クローディア・アシュリー
声 - 茅野愛衣
ハイオーン侯爵令嬢。冷酷。他人に利用されるのが嫌い。〈識者の家系〉の人間で、ニールの婚約者。学園三大美人の一人。シリル・アシュリーの義妹。兄との仲は微妙だが、兄の動かし方はよく分かっている。

ラナ・コレット
声 - 中村カンナ
コレット男爵令嬢。モニカのセレンディア学園初の友達で、クラスメイト。モニカを大切に思っている。父親が豪商で流行に詳しい。

グレン・ダドリー
声 - 木村太飛
モニカと同時期に編入した編入生。魔術師見習いの肉屋の息子。怖い師匠がいるらしい。好きな女性のタイプはクールな年上。ニールのクラスメイト。

ケイシー・グローヴ
声 - 直田姫奈
ブライト伯爵令嬢。王国東端の国境に接する領地の田舎貴族故に馬術や狩りが得意。刺繍も得意。

ベンジャミン・モールディング
宮中音楽家の息子。物事を何でも音楽で例える。選択授業では生徒会書記のエリオットと共にチェスを選択している。

エリアーヌ・ハイアット
レーンブルグ公爵令嬢。フェリクスのはとこで、フェリクスの婚約者候補の一人。学園三大美人の一人。

セルマ・カーシュ
声 - 長谷美希
モニカのクラスメイトで保健委員。アーロンの婚約者。モニカの調査によって、アーロンの着服事件を庇うために看板落下事件と植木鉢落下事件を起こしていたことが判明し、自主退学処分となった。
Web版では登場しない人物。アーロンの単独犯行のストーリーとなっている。

カロライン・シモンズ
声 - 渡部紗弓
ノルン伯爵令嬢。モニカと同学年。絶えず2人の取り巻きを従えて行動している。

ロベルト・ヴィンケル
神殿傘下「院」の生徒で、ランドール王国からの留学生。男爵家の五男。チェス大会を機に、モニカにチェスの付き合いを目的とした婚約を申し込むも断られ続けているが、しつこく食い下がっている。チェス大会の後、「セレンディア学園」に編入した1年生。選択授業ではモニカと同じチェスを選択している。チェスとモニカの事しか頭にない。

ヒューバード・ディー
子爵家の次男。〈砲弾の魔術師〉の甥で、魔道具製作の天才。魔術師養成機関「ミネルヴァ」を退学し「セレンディア学園」に編入した3年生。いつも鼻歌を歌っている。ドSな性格で、モニカやグレンにミネルヴァ時代にトラウマを植え付けている戦闘狂。

#### 教師
ウィリアム・マクレガン
声 - 茶風林
〈水咬の魔術師〉の二つ名を持つ教師。魔術師養成機関ミネルヴァの教師だったが退職し、現在はセレンディア学園の実践魔術の教師となっている。相手のことを「チミ」と呼ぶ。

カール・ボイド
声 - 稲田徹
チェスの教師。実家が侯爵家。

リンジー・ペイル
声 - 金澤まい
子爵家の三女。社交ダンスの教師。ヴィクター・ソーンリー逮捕後にモニカのクラスの担任を兼任。
Web版ではモニカのクラスの担任を兼任していない。

セレンディア学園長
声 - 樫井笙人
揉み手をしながら話をする。

### 他校の関係者
バーニー・ジョーンズ

リディル王国南西部に領地を持つアンバード伯爵家の次男。魔術師養成機関「ミネルヴァ」の生徒。モニカに対して歪んだ執着心を抱いている。

ギディオン・ラザフォード
魔術師養成機関「ミネルヴァ」の教師。煙管を愛煙しており、吐き出される紫煙を利用した魔術を使うことから〈紫煙の魔術師〉の二つ名で呼ばれている。土属性の攻撃魔術を使い、かつては〈岩窟の魔術師〉の二つ名で呼ばれていた。ルイス、カーラの師匠で、モニカの恩師。元軍人で、やや暴力的で口が悪い。

ユージン・ピットマン
魔術師養成機関「ミネルヴァ」の教師。チェス大会に向かう道中で帝国の諜報員に殺害される。

ダン・レディング
神殿傘下「院」の教師。

### 王族関係者
ライオネル・ブレム・エドゥアルト・リディル
リディル王国第一王子。

アルバート・フラウ・ロベリア・リディル
リディル王国第三王子。魔術師養成機関ミネルヴァからセレンディア学園に編入した。

パトリック・アンドリュース
アルバートの従者。

### 七賢人
メアリー・ハーヴェイ
七賢人の一人で、〈星詠みの魔女〉。星を詠んで占いを行う占星術を使い、国の行く末を占う。美少年好き。

エマニュエル・ダーウィン
七賢人の一人で、〈宝玉の魔術師〉。付帯魔術の使い手。古き良き小悪党。

ブラッドフォード・ファイアストン
七賢人の一人で、〈砲弾の魔術師〉。六重強化術式の使い手。戦闘狂。

レイ・オルブライト
七賢人の一人で、三代目〈深淵の呪術師〉。呪術の使い手。病的な愛されたがり。

ラウル・ローズバーグ
七賢人の一人で、五代目〈茨の魔女〉。植物に魔力を付与する研究をしている。魔術に関しては天才だが、それ以外は割とポンコツで、空気が読めない。友達募集中。作中でも一、二を争う美貌の持ち主だが体はムキムキ。標準装備は野良着と麦わら帽子。

### 元七賢人
カーラ・マクスウェル
元七賢人で、〈星槍の魔女〉。同時に七つの魔術を維持できる。二つ名の由来は、彼女が使用する「星の槍」。ルイスの姉弟子。
Web版では「記憶喪失軍医ロザリー・ヴェルデの考察」で登場。

バードランド・ヴェルデ
元七賢人で、〈治水の魔術師〉。リディル王国内の治水事業に貢献し、水道を普及させた。ロザリーの父。
Web版では「記憶喪失軍医ロザリー・ヴェルデの考察」で登場。

### シュヴァルガルト帝国の関係者
レオンハルト・アロイス・マクシミリアン・ベルント・クレヴィング
シュヴァルガルト帝国第十六代皇帝。南の異民族を屠った事から「黒獅子皇」の二つ名を持つ。破天荒な性格。

ユアン
シュヴァルガルト帝国の諜報員。肉体操作魔術が得意で顔を自在に変化させることが出来る。普段は目の細い平坦な顔をしている。

ハイディ
シュヴァルガルト帝国の諜報員。ユアンの協力者。過去に、働いていたところでユアンに引き取られ、肉体操作魔術で顔を作り変えられている。

### その他
ヴェネディクト・レイン
声 - 宮本充
モニカの実の父親。人体と魔力の関係性について研究していた博士。医学、数学、物理学、生物学、魔法学など、あらゆる分野の知識を持っていた。一級禁術である「死者蘇生」を研究していると冤罪を着せられ、裁判もされずに処刑された。

ヒルダ・エヴァレット
魔術研究所の上級職員。モニカの養母。ヴェネディクトの助手だったが、ヴェネディクトが冤罪で処刑された後に、モニカの出生時の名である「モニカ・レイン」を「モニカ・エヴァレット」と改名し、引き取っていた。家事は一切苦手。

ポーター
コールラプトンの街にあるポーター古書店の店主であり、ダスティン・ギュンター名義で小説を書いている作家。ヴェネディクトの親友だった。

ダライアス・ナイトレイ
クロックフォード公爵。フェリクスの母方の祖父。第二王子派筆頭。王国有数の権力者で、貴族議会を牛耳っている。シュヴァルガルト帝国との戦争を目論んでいる。

アイリーン・ナイトレイ
第二王妃。ダライアスの娘であり、フェリクスの母。故人。

ピーター・サムズ
本名はバリー・オーツ。オルブライト家を裏切り、クロックフォード公爵に雇われた呪術師。レーンブルグ公爵家へ使用人として送り込まれる。呪竜騒動で出没した緑竜の子を呪い殺した。ヴェネディクトの死に関わっている。

アニー
声 - 土屋李央
焦げ茶の髪を首の後ろで括った、モニカ曰く同年代の子どもと比べて頭の良い少女。文字が読める上、職人の娘なので数字に強い。モニカの山小屋のあったの村の少女で、毎月モニカに食料等を届けていた。

アガサ
声 - 原紗友里
イザベルの侍女。古流槍術の使い手。対人戦が得意。

アラン
声 - 田村奈央
アガサの双子の弟。姉より落ち着いているように見えるが、〈沈黙の魔女〉に会えた時は、密かにテンションが上がっていた。

## 用語
リディル王国
本作の舞台となる国家。
シュヴァルガルト帝国
リディル王国の隣国。魔術研究が盛ん。世界的に禁止されている肉体操作魔術の研究を限定的に解禁したことで、他国の魔術師の移住が増加している。
ランドール王国
リディル王国東端に接し、シュヴァルガルト帝国との間にある小国。
ファルフォリア王国
リディル王国の南東に位置する国。農業大国でリディル王国にとって重要な貿易相手であり同盟相手でもある。ファル王国とフォリア王国という別々の国が一つになったという経緯から内政は決して安定しているとは言い難い。
貴族階級
リディル王国における爵位は、上から順に公爵、侯爵、伯爵、子爵、男爵となっている。
魔法
魔力を行使してなんらかの現象を起こすこと。魔法は人間だけのものではなく、精霊や竜などの魔法生物も魔法を使うことができる。但し、彼らは人間とは異なり、生まれつき魔力操作に長けているため詠唱を必要としない。
魔術
魔法を使うための手段。詠唱によって魔術式を編むことで魔力を行使すること。
詠唱
人間が魔術式を編みやすくするための行為。人間は基本的に「詠唱をしなくては魔術を使えない」とされており、上級魔術が二十秒から三十秒以上、中級魔術は十秒から二十秒、下級魔術の詠唱時間は凡そ三秒から十秒ほど詠唱時間がかかる。
詠唱中に無防備になってしまうことが魔術師の最大の弱点とされており、戦場に於いては詠唱時間が生死を左右するといわれるほど。上級魔術師の中には短縮詠唱を使って、詠唱時間を半分にする者もいる。
しかし、モニカはその頭の回転の速さから、魔術式を編むという行為を脳内だけで行うことができ、凡そ八割程度の術を無詠唱で行使することができる。
魔力
魔法を使う元となる力。これがなかったり、少なかったりすると、魔法が使えない。魔力量の目安は、1〜49が才能のない一般人。50〜99が見習いおよび下級魔術師。100〜149が中級魔術師。150以上が上級魔術師である。200を超える者は滅多におらず、公式に認められた魔力量が250を超えている者は、王国には片手で数えられるほどしか存在しない。
竜
本作での竜は町や人々の生活を脅かす災害の一種として描かれており、そのため「竜害」という言葉が人々に広く浸透している。白竜を除き、胴体は固く、弱点は眉間と目のみである。竜には種類があり、飛竜や水竜などがいる。上位の竜には赤竜のように名前に色が付けられている。また、その中でも黒竜と呪竜は特に恐れられている。
三大名門校
王国における3つの名門校の総称。貴族の子女達が通う学校「セレンディア学園」、神殿傘下の法学に秀でた「院」、魔術師養成機関の最高峰「ミネルヴァ」で構成される。
リシャーウッド修道院
リディル王国北部にある修道院。
七賢人
リディル王国で、特に魔術の扱いに秀でた七人の魔術師の称号。魔法伯という伯爵位に相当する特別な爵位が与えられる。国王の相談役であり、国王の命令以外は受け付けない。また、魔力量が150以上なければ七賢人にはなれない。
本編開始時点では〈星詠みの魔女〉、〈砲弾の魔術師〉、〈宝玉の魔術師〉、〈深淵の呪術師〉、〈茨の魔女〉、〈結界の魔術師〉、〈沈黙の魔女〉の7人で構成されている。
サムおじさんの豚
リディル王国の市井の子供たちなら誰でも知っている童謡。サムおじさんの養豚場から毎年冬に売られていく豚の数が、フィボナッチ数列になぞらえて増えていく歌になっている。モニカ自身が我を忘れられるほど数字が好きなことから、現実逃避で自分の世界に入り込む際などに用いられている。
Web版ではこの童謡は無く、実際のフィボナッチ数列を、Web版の裏設定では数学者フィオレッティによって広められた数列とされているが、書籍化にあたり作中設定のフィオレッティ数列が実在すると誤認する恐れがある為、「サムおじさんの豚」を用いたストーリー展開に変更されている。

## 作風とテーマ
作者曰く、本作は「1800年代あたりの近代ヨーロッパ」をイメージしており、魔術などのファンタジー要素が取り入れられている。時代設定を近代にした理由について作者は、「ストーリーに登場させる小道具や概念などに合わせて、文明レベルも引き上げる必要があった」からであると語る。ミステリの要素や派閥争いといった側面はストーリーを面白くさせる要素に過ぎず、本作の主軸は主人公モニカ・エヴァレットの成長ドラマとなっている。

## 制作背景
本作の設定自体は執筆前に出来上がっていたものの、前もって世界観やキャラクターを固めたいという作者の考えから、先に本作から2年前の世界を描いた物語「記憶喪失軍医ロザリー・ヴェルデの考察」を執筆し、その後本作を執筆するに至っている。「記憶喪失軍医ロザリー・ヴェルデの考察」はルイス・ミラーというキャラクターからストーリーが構築されているが、本編はモニカというキャラクターからストーリーを構築しており、世界設定に関しては魔術の普及具合や発展具合が世界観を固める上で重要であることから、魔術が便利になりすぎないようにしている。

## 評価
2025年6月時点でシリーズ累計部数は100万部（電子版含む）を突破している。「次にくるライトノベル大賞2021」では総合部門で13位、WEB発単行本部門で8位、「次にくるライトノベル大賞2022」では単行本部門で5位をそれぞれ獲得している。『このライトノベルがすごい!2022』（宝島社）では総合新作部門7位、単行本・ノベルズ部門2位を獲得している。『このライトノベルがすごい!2023』では単行本・ノベルズ部門4位を獲得している。

## 既刊一覧

### 小説

#### サイレント・ウィッチ
- 依空まつり（著）・藤実なんな（イラスト）、KADOKAWA〈カドカワBOOKS〉、既刊12巻（2025年7月10日現在）
  - 『サイレント・ウィッチ 沈黙の魔女の隠しごと』、2021年6月10日初版発行（同日発売[41]）、ISBN 978-4-04-074035-5
  - 『サイレント・ウィッチ II 沈黙の魔女の隠しごと』、2021年10月10日初版発行（10月8日発売[42]）、ISBN 978-4-04-074224-3
  - 『サイレント・ウィッチ III 沈黙の魔女の隠しごと』、2022年2月10日初版発行（同日発売[43]）、ISBN 978-4-04-074375-2
  - 『サイレント・ウィッチ IV 沈黙の魔女の隠しごと』、2022年8月10日初版発行（同日発売[44]）、ISBN 978-4-04-074626-5
  - 『サイレント・ウィッチ IV -after- 沈黙の魔女の事件簿』、2022年10月10日初版発行（10月7日発売[45]）、ISBN 978-4-04-074629-6
  - 『サイレント・ウィッチ V 沈黙の魔女の隠しごと』、2023年2月10日初版発行（同日発売[46]）、ISBN 978-4-04-074628-9
    - 『サイレント・ウィッチ V グッズ付き特装版 沈黙の魔女の隠しごと』、2023年2月10日初版発行（同日発売[47]）、ISBN 978-4-04-074886-3

  - 『サイレント・ウィッチ VI 沈黙の魔女の隠しごと』、2023年8月10日初版発行（同日発売[48]）、ISBN 978-4-04-075090-3
  - 『サイレント・ウィッチ VII 沈黙の魔女の隠しごと』、2024年2月10日初版発行（2月9日発売[49]）、ISBN 978-4-04-075093-4
    - 『サイレント・ウィッチ VII 小冊子付き特装版 沈黙の魔女の隠しごと』、2024年2月10日初版発行（2月9日発売[50]）、ISBN 978-4-04-075345-4

  - 『サイレント・ウィッチ VIII 沈黙の魔女の隠しごと』、2024年8月9日発売[51]、ISBN 978-4-04-075563-2
  - 『サイレント・ウィッチ IX 沈黙の魔女の隠しごと』、2025年2月10日発売[52]、ISBN 978-4-04-075813-8
    - 『サイレント・ウィッチ IX グッズ付き特装版 沈黙の魔女の隠しごと』、2025年2月10日発売[53]、ISBN 978-4-04-075814-5

  - 『サイレント・ウィッチ IX -extra- 沈黙の魔女の短編集』、2025年6月10日発売[54]、ISBN 978-4-04-075854-1
  - 『サイレント・ウィッチ X 沈黙の魔女の隠しごと』、2025年7月10日発売[55]、ISBN 978-4-04-075855-8

#### サイレント・ウィッチ -another- 結界の魔術師の成り上がり
- 依空まつり（著）・藤実なんな（イラスト）、KADOKAWA〈カドカワBOOKS〉、全2巻
  - 『サイレント・ウィッチ -another- 結界の魔術師の成り上がり〈上〉』、2023年12月8日発売[56]、ISBN 978-4-04-075207-5
  - 『サイレント・ウィッチ -another- 結界の魔術師の成り上がり〈下〉』、2024年4月10日発売[57]、ISBN 978-4-04-075208-2

### 漫画
- 依空まつり（原作）・藤実なんな（キャラクターデザイン）・桟とび（作画） 『サイレント・ウィッチ 沈黙の魔女の隠しごと』 KADOKAWA〈B's-LOG COMICS〉、既刊5巻（2025年1月31日現在）
  1. 2022年4月1日発売[58][59]、ISBN 978-4-04-736981-8
  2. 2022年12月1日発売[60]、ISBN 978-4-04-737274-0
  3. 2023年8月1日発売[61]、ISBN 978-4-04-737540-6
  4. 2024年5月31日発売[62]、ISBN 978-4-04-738003-5
  5. 2025年1月31日発売[63]、ISBN 978-4-04-738326-5

## テレビアニメ
『サイレント・ウィッチ 沈黙の魔女の隠しごと』のタイトルで、2025年7月よりTOKYO MXほかにて放送中。ナレーションは宮本充。

### スタッフ
- 原作 - 依空まつり[9]
- 原作イラスト - 藤実なんな[9]
- 総監督・構成・脚本・音響監督 - 金﨑貴臣[9]
- 監督 - いわもとやすお[9]
- キャラクターデザイン - 二反田こな[9]
- モンスター・プロップデザイン - 岩永悦宜[9]
- 美術監督 - 山梨絵里[9]
- 美術設定 - アトリエ・ムサ、友野加世子、乗末美穂、大久保修一
- 色彩設計 - 吉田沙織[9]
- 3DCG監督 - 今垣佳奈[9]
- 撮影監督 - 衛藤直毅[9]
- 編集 - 木村佳史子[9]
- 音楽 - Cygames[9]、加藤慶久、市橋卓也、久保早瑠菜、田山里奈
- 音楽プロデューサー - 本田晃弘
- 音楽制作 - アニプレックス
- プロデューサー - 奈良駿介、小高祐輝、長嶺利江子、大和田智之、三浦史
- アニメーションプロデューサー - 塩野健介
- アニメーション制作 - Studio五組[9]
- 製作 - セレンディア学園広報部（アニプレックス、KADOKAWA、TOKYO MX、BS11、MOVIC）[9]

### 主題歌
「Feel」
羊文学によるオープニングテーマ。作詞・作曲は塩塚モエカ、編曲は羊文学。
「mild days」
羊文学によるエンディングテーマ。作詞・作曲は塩塚モエカ、編曲は羊文学。

### 各話リスト
| 話数 | サブタイトル             | 絵コンテ | 演出           | 作画監督                                     | 総作画監督                                            | 初放送日      |
| ---- | ------------------------ | -------- | -------------- | -------------------------------------------- | ----------------------------------------------------- | ------------- |
| #1   | 同期が来たりて無茶を言う | 金﨑貴臣 | いわもとやすお | 平田雄三 高村遼太郎 永山恵                   | 高村遼太郎 小池智史                                   | 2025年 7月5日 |
| #2   | 一歩を踏み出す           | 金﨑貴臣 | 五味伸介       | 田中翼 片岡英之 西尾聡美 西本光咲            | 永山恵 小池智史                                       | 7月12日       |
| #3   | セレンディア学園生徒会   | 金﨑貴臣 | 藏本穂高       | 趙禮琳 栗原基樹 河野真也                     | 西田美弥子 小池智史 野田康行 平田雄三 緒方浩美        | 7月19日       |
| #4   | 完璧な式                 | 金﨑貴臣 | 牧野友映       | 清水椋大 趙小川 李偉峰 陳玲玲                | 酒井孝裕 高村遼太郎 野田康行                          | 7月26日       |
| #5   | 沈黙の魔女の冒険         | 金﨑貴臣 | 下司泰弘       | 田中翼 片岡英之 趙禮琳                       | 永山恵 松元美季 緒方浩美                              | 8月2日        |
| #6   | 場違いな一杯             | 稲垣隆行 | 信田ユウ       | 橋本純一 趙禮琳 米川                         | 小池智史 高村遼太郎 松元美季 緒方浩美 今西亨 野田康行 | 8月9日        |
| #7   | 悪役令嬢                 | 金﨑貴臣 | 廖程芝         | 栗原基樹 河野真也 清水椋大 紫灯珈 上赤由香里 | 高村遼太郎 今西亨 野田康行                            | 8月16日       |

### 放送局
| 放送期間       | 放送時間                     | 放送局       | 対象地域   | 備考                                 |
| -------------- | ---------------------------- | ------------ | ---------- | ------------------------------------ |
| 2025年7月5日 - | 土曜 0:00 - 0:30（金曜深夜） | TOKYO MX     | 東京都     | 製作参加                             |
|                |                              | とちぎテレビ | 栃木県     |                                      |
|                |                              | 群馬テレビ   | 群馬県     |                                      |
|                |                              | BS11         | 日本全域   | 製作参加 / BS放送 / 『ANIME+』枠     |
|                | 土曜 21:30 - 22:00           | AT-X         | 日本全域   | CS放送 / 字幕放送 / リピート放送あり |
| 2025年7月8日 - | 火曜 1:59 - 2:29（月曜深夜） | 読売テレビ   | 近畿広域圏 | 『MANPA』第1部                       |
|                | 火曜 2:05 - 2:35（月曜深夜） | テレビ愛知   | 愛知県     |                                      |

| 配信開始日   | 配信時間                   | 配信サイト | 備考               |
| ------------ | -------------------------- | --- | ------------------ |
| 2025年7月5日 | 土曜 0:00（金曜深夜） 更新 | U-NEXT dアニメストア （本店・ニコニコ支店・for Prime Video） アニメ放題 | 地上波同時最速配信 |
| 2025年7月8日 | 火曜 12:00 以降順次更新    | ABEMA DMM TV FOD Hulu Lemino Netflix Prime Video Disney+ バンダイチャンネル AnimeFesta TELASA （見放題プラン） J:COM STREAM （見放題） milplus見放題パックプライム ニコニコ生放送 ニコニコチャンネル TVer ytv MyDo! |                    |

### BD / DVD
| 巻 | 発売日             | 収録話    | 規格品番          | 規格品番          |
| 巻 | 発売日             | 収録話    | BD                | DVD               |
| -- | ------------------ | --------- | ----------------- | ----------------- |
| 1  | 2025年10月8日予定  | #1 - #3   | ANZX-17771        | ANZB-17771        |
| 2  | 2025年11月12日予定 | #4 - #6   | ANZX-17772〜17773 | ANZB-17772〜17773 |
| 3  | 2025年12月17日予定 | #7 - #9   | ANZX-17774        | ANZB-17774        |
| 4  | 2026年1月21日予定  | #10 - #13 | ANZX-17775〜17776 | ANZB-17775〜17776 |